# Siccibythus martynovae
Siccibythus martynovae (лат.) — ископаемый вид ос рода Siccibythus из семейства Falsiformicidae (Юго-Восточная Азия, Мьянма, Бирманский янтарь, меловой период, возраст находки около 99 млн лет).

## Описание
Мелкие осы, длина тела самки 6,4 мм. Отличается от всех сородичей своими относительно крупными размерами (длина переднего крыла 3,5 мм) и пигментированной жилкой RS+M в переднем крыле. Тело и придатки светло-коричневые, кроме темно-коричневой метасомы. Тело без выраженной микроскульптуры, коротко волосистое (гуще на вершине метасомы). Голова шаровидная, менее 1,5 × ширины и длины в дорсальном аспекте, с выпуклыми глазами, занимающими большую часть боков головы (за исключением довольно узких висков), затылочный киль завершен, по крайней мере, дорсально, лоб, очевидно, менее узкий (виден только дорсально), оцеллии в маленьком остром треугольнике, хорошо удаленном от глаз. Антенна тонкая, все усиковые сегменты в несколько раз длиннее своей ширины, педицель почти такой же длинный, как скапус, и намного длиннее любого членика жгутика, флагелломеры постепенно укорачиваются к вершине, за исключением более длинного апикального сегмента.

## Систематика и этимология
Вид был впервые описан в 2020 году по голотипу самки из куска бирманского янтаря (PIN, 5620/22a). Видовое название дано в честь российского энтомолога и художника Dr Kateryna V. Martynova. Сходен с видом S. aristovi, который отличается от S. martynovae тем, что жилки переднего крыла Rs+M и Cu обе неясные (против Rs+M и Cu обе трубчатые у S. martynovae).